# 溫特羅伊湖
50°16′47″N 11°54′34″E / 50.279829°N 11.909494°E

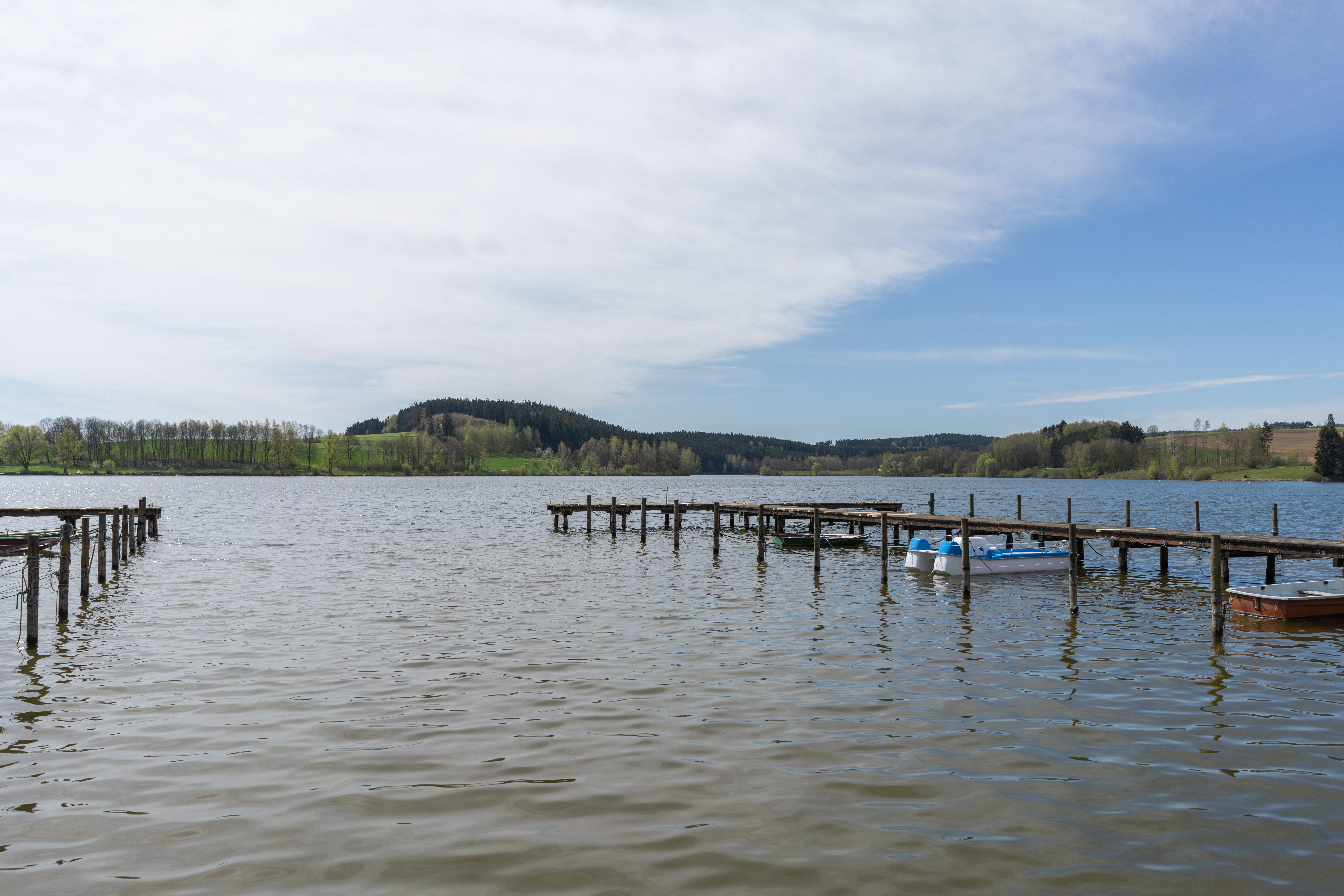

溫特羅伊湖（德語：Untreusee），是德國的水庫，位於該國東南部，由巴伐利亞州負責管轄，處於霍夫以南，面積0.6平方公里，最大水深15米，水體容量580萬立方米。